# 酒店镇 (萧县)
酒店镇，原为酒店乡，是中华人民共和国安徽省宿州市萧县下辖的一个乡镇级行政单位。2021年12月撤乡设镇。

## 行政区划
酒店镇下辖以下地区：
赵圈村、孟暗楼村、李庄村、丁庄村、东镇村、旗杆村、单庄村、酒店村、丹楼村、杨楼村、何寨村、西赵楼村和北赵楼村。